# ФК Хиси
Фудбалски клуб Хиси (алб. Klubi Futbollistik Hysi), познат као Хиси, био је професионални фудбалски клуб из Подујева. Основан је 2002. године, а угашен 2014.

## Историја
Играо је у највишој фудбалској лиги Косова и Метохије, Рајфајзен суперлиги. Тренери су били: Адиљ Вокри, брат познатог фудбалера и фудбалског тренера Фадиља Вокрија, Хисни Маџуни и Љуан Прекази.
Био је члан Hysi Group, једног од највећих предузећа на Косову и Метохији, који је у власништву Исена Садикуа. Био је једини приватни фудбалски клуб у елитној дивизији Косова и Метохије. Године 2007. отворио је свој сопствени стадион у Мердару, код Подујева.

### Банкрот
Повукао се из лиге у фебруару 2014. због финансијских проблема.